# Cota (Viseu)
Cota is een plaats (freguesia) in de Portugese gemeente Viseu en telt 1281 inwoners (2001).